# 刘俊谦 (中国)
刘俊谦（1947年8月—），河北省阜平县人，中华人民共和国政治人物。
1968年7月，毕业于呼和浩特交通学校。1972年6月，任山西省雁北地区公路总段技术员。1989年3月，任山西省公路局驻津巴布韦工程项目部经理兼党支部书记。1992年9月，任山西省公路局局长。1994年7月，任山西省交通厅副厅长、太旧高速公路建设常务副总指挥。1996年12月，任山西省交通厅厅长。2000年至2004年12月，任晋中市委书记。2005年1月，任山西省省长助理。2006年4月，当选山西省县域经济促进会副会长。